# Sabadell
Pour les articles homonymes, voir Sabadell (homonymie).
Cet article concerne la ville. Pour la banque, voir Banc Sabadell.
Sabadell est une ville du nord-est de l'Espagne, dans la province de Barcelone, en Catalogne, capitale de la comarque du Vallès Occidental. Sabadell est la cinquième ville de Catalogne par la population.

## Politique et administration
La ville de Sabadell comptait 211 734 habitants aux élections municipales du 26 mai 2019. Son conseil municipal (en espagnol : Pleno del Ayuntamiento) se compose donc de 27 élus.
Depuis les premières élections municipales démocratiques de 1979, la ville a été dirigée par des maires de gauche et de centre gauche.

### Maires
| Mandat    | Maire | Maire                                                      | Parti | Majorité |
| --------- | ----- | ---------------------------------------------------------- | ----- | -------- |
| 1979-1983 |       | Antoni Farrés (ca)                                         | PSUC  | 13 / 27  |
| 1983-1987 |       | Antoni Farrés (ca)                                         | PSUC  | 15 / 27  |
| 1987-1991 |       | Antoni Farrés (ca)                                         | IC    | 14 / 27  |
| 1991-1995 |       | Antoni Farrés (ca)                                         | IC    | 15 / 27  |
| 1995-1999 |       | Antoni Farrés (ca)                                         | IC    | 15 / 27  |
| 1999-2003 |       | Manuel Bustos (ca)                                         | PSC   | 10 / 27  |
| 2003-2007 |       | Manuel Bustos (ca)                                         | PSC   | 15 / 27  |
| 2007-2011 |       | Manuel Bustos (ca)                                         | PSC   | 13 / 27  |
| 2011-2015 |       | Manuel Bustos (ca) Joan Carles Sánchez Salinas (ca) (2013) | PSC   | 9 / 27   |
| 2015-2019 |       | Julià Fernàndez (ca)                                       | ERC   | 4 / 27   |
| 2015-2019 |       | Maties Serracant (ca) (2017)                               | Crida | 4 / 27   |
| 2019-2023 |       | Marta Farrés (ca)                                          | PSC   | 10 / 27  |
| 2023-2027 |       | Marta Farrés (ca)                                          | PSC   | 14 / 27  |

## Population et société

### Démographie
La population est de 218 300 habitants en 2023.

### Sport
Arrivée du Tour d'Espagne en 2003 :  Erik Zabel
Football : Centre d'Esports Sabadell Fútbol Club
Water-polo : Club Natació Sabadell, ses sections féminine et masculine de water-polo disposent d'un palmarès national et européen.

## Économie
Sabadell est une cité industrielle. Ses activités industrielles sont spécialisées dans la fabrication de textiles, de métaux, de produits chimiques, de matériel électrique et d'articles en cuir.

## Transports
- Aéroport de Sabadell

## Culture locale et patrimoine

### Lieux et monuments
La ville abrite un musée d'histoire, renfermant une collection d'objets archéologiques, et les archives historiques de la cité.

### Personnalités liées à la commune
- Agnès Armengol i Altayó (1852-1934), artiste, écrivaine et journaliste de la revue Feminal, née et décédée à Sabadell ;
- Teresa Claramunt (1862-1931), femme politique, née à Sabadell;
- Joan Vilatobà i Fígols  (1878-1954), photographe, né et décédé à Sabadell ;
- Manuel Farràs i Baró (1899-1974), homme politique, considéré comme le dernier maire républicain de Sabadell[1];
- Joan Oliver i Sallarès (1899-1986), dit Pere Quart, poète, dramaturge et journaliste, né à Sabadell ;
- Josep Moix (1898-1973),  maire de Sabadell sous la République[2];
- Rafael Molins Marcet (1900-1993), photographe, né à Sabadell;
- Andreu Gamboa-Rothvoss (1910-1970), peintre ayant appartenu au mouvement surréaliste, né à Sabadell ;
- Teresa Rebull (1919-2015), chanteuse de la Nova Cançó, peintre et militante née à Sabadell ;
- María Salvo (1920-2020), femme politique, née à Sabadell;
- Xavier Oriach (1927-2024), peintre né à Sabadell ;
- Alfons Borrell (1931-2020), peintre ;
- Ramon Barnils i Folguera (1940-2001), journaliste et traducteur né à Sabadell ;
- Antoni Taulé (1945-) ;
- Fina Miralles Nobell (1950-), artiste contemporaine née à Sabadell ;
- Assumpció Oristrell (1956-), peintre née à Sabadell ;
- Manuel Garcia (1956-), écrivain né à Sabadell;
- Carme Forcadell i Lluís (1956-), professeur de langue et littérature catalanes et militante politique, fondatrice de la Plate-forme pour la langue, pour la défense du catalan, membre du bureau de l'Òmnium Cultural de Sabadell et présidente du parti de l'Assemblée nationale catalane depuis sa création en 2012 et jusqu'en 2015, élue présidente du Parlement de Catalogne le 26 octobre 2015 ;
- Antoni Marquès (1956-), sculpteur né à Sabadell ;
- Antonio Esparza Sanz (1962-) : né à Sabadell, ancien coureur cycliste espagnol, professionnel de 1984 à 1992 ;
- Josep Maria Ripoll (1962-), écrivain ;
- Octavi Pujades (1970), acteur né à Sabadell ;
- Jordi Gené (1970-), pilote automobile né à Sabadell ;
- Marc Gené (1974-), pilote automobile né à Sabadell ;
- Daniel Grao (1976-), acteur de cinéma et de séries télévisées, comédien de théâtre, né à Sabadell[3] ;
- Dani Pedrosa (1985-), pilote moto, champion du monde 125 cm3, double champion du monde 250 cm3, né à Sabadell ;
- Kilian Jornet Burgada (1987-), athlète de course de montagne et ski alpinisme né à Sabadell ;
- Sergio Busquets (1988-), international espagnol de football né à Sabadell ;